# Elisabeth Hesselblad
Maria Elisabeth Hesselblad (4. juni 1870 i Fåglavik i Västergötland – 24. april 1957 i Rom i Italien) var en svensk birgittinernonne.
Elisabeth Hesselblad blev født som datter til landhandleren Robert Hesselblad og Catharina Pettersdotter Dag. Hun emigrerede i en alder af kun 18 år til USA, hvor hun arbejdede som sygeplejerske og konverterede til katolicismen. 
Efter en religiøs kaldelse grundlagde hun Birgittasøstrene 1911 i Rom, en ny birgittinsk kongreation, hvis moderhus siden 1931 er Casa di Santa Brigida ved Piazza Farnese i Rom. Denne såkaldte svenske gren af Birgittinerordenen har i dag omkring fyrre klostre i forskellige lande.
Elisabeth Hesselblad arbejdede under 2. verdenskrig i Rom for at beskytte forfulgte jøder. Hun døde 1957 i Casa di Santa Brigida, hvor hun også har sit sidste hvilested. I 1987 indledte paven en kanoniseringsproces, der førte til, at hun i 1991 erklæredes venerabilis og blev april 2000 saligkåret af pave Johannes Paul 2.
Elisabeth Hesselblad blev søndag den 5. juni 2016 helgenkåret i Rom af Pave Frans.
I 2004 fik hun posthumt udmærkelsen retfærdige blandt nationerne af Jad Vashem for sit arbejde med at beskytte jøder under 2. verdenskrig.